# اندیس باغ قره
باغ قره یک اندیس فلزی است که در حوالی شهر دولت آباد استان خراسان قرار دارد و مادهٔ معدنی موجود در آن، منگنز است.  